# Letharchus
Letharchus is een geslacht van straalvinnige vissen uit de familie van slangalen (Ophichthidae). Het geslacht is voor het eerst wetenschappelijk beschreven in 1882 door Goode & Bean.

## Soorten
- Letharchus aliculatus McCosker, 1974
- Letharchus rosenblatti McCosker, 1974
- Letharchus velifer Goode & Bean, 1882